# بورسيبا

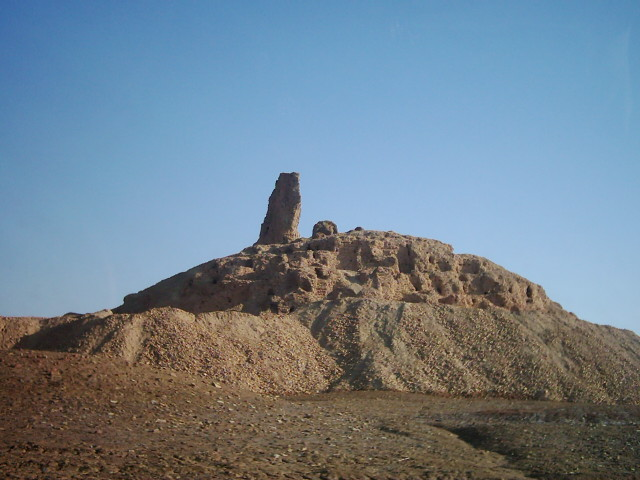
بقايا برج النمرود في بورسيبا

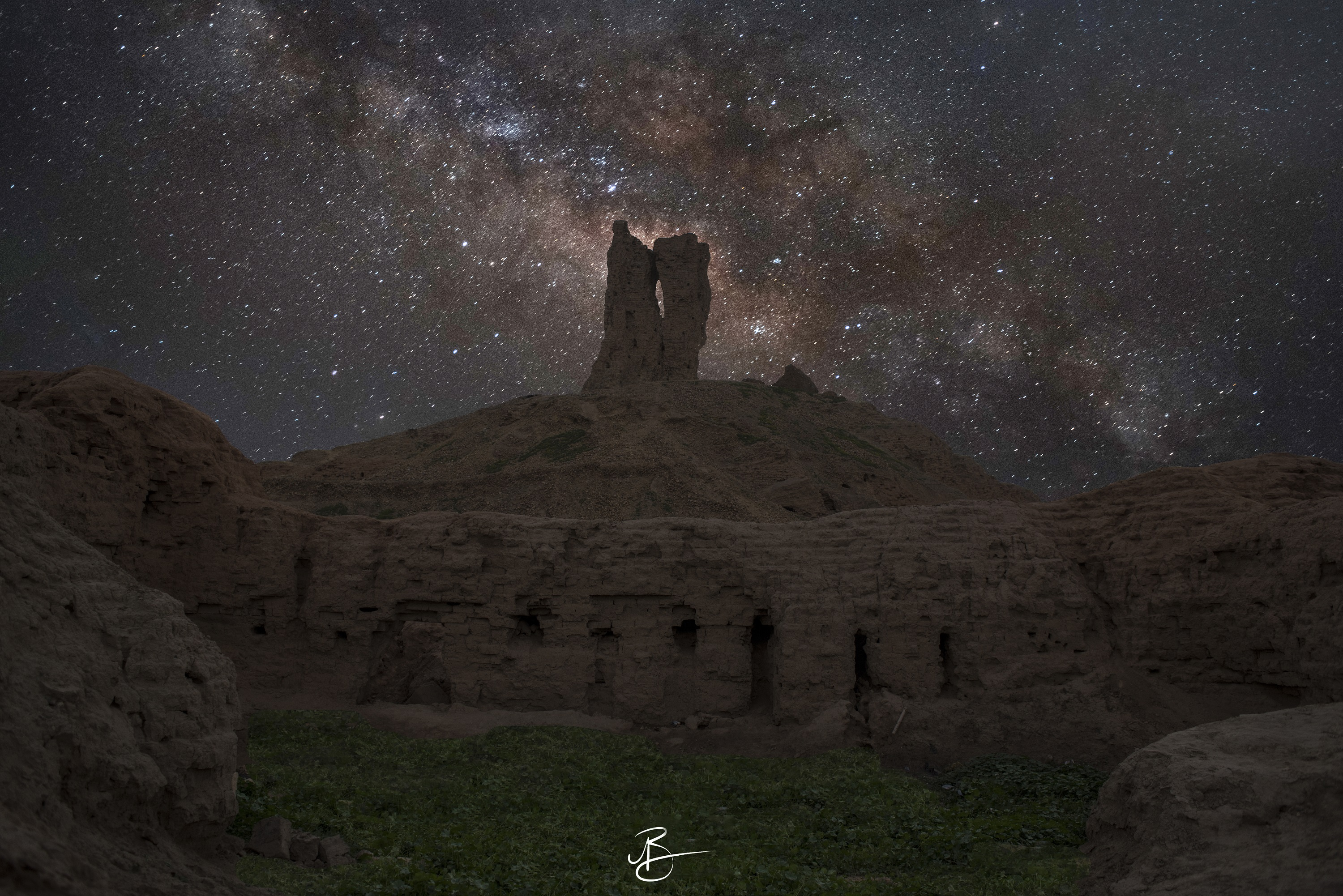
آثار بورسيبا ليلا

بورسيبا (بالسومرية تسمى باد-سي-ا-اب-با وبالأكدية تسمى برسيب أو تل برسيب) وتسمى حاليا ببرس نمرود (آثار برس)، هي مدينة سومرية مهمة قديمة، تم بنائها على جانبي بحيرة تبعد حوالي 17 كلم جنوب مدينة بابل، موقع بورسيبا هو في محافظة بابل في العراق، وكانت تحتوي مدينة بورسيبا على زقورة وهي موجودة لحد اليوم وحسب التلمود يعتقد بأن هذه الزقورة هي برج بابل الموجود في التوراة.
ويعتقد بأن هذه الزقورة كانت من اجل عبادة الالهة نبو اله الكتابة والحكمة عند البابليون الذي ابن الاله مردوخ.

## التاريخ
حسب التأريخ يعتقد بأن مدينة بورسيبا يعود انشائها إلى عصر سلالة أور الثالثة وفي العصر البابلي كانت مركز القوة لبابل وفي القرن التاسع قبل الميلاد كانت في بورسيبا كان الكلدان يستقرون فيها.
لكن تم تدميرها هي ومعبدها خلال عهد الملك الاخميني احشويروش.

## الحفريات
كشفت الحفريات في عام 1854 بقيادة عالم الاثار هينري كريسويك راولنسون واكتشف راولنسون عن معبد لعبادة الاله نبو يعود بنائه إلى عصر الملك الكلداني نبوخذ نصر الثاني، والذي اكتشف بين عامي 1879 و1881 بقيادة عالم الاثار هرمزد رسام مع فرقة بحث بريطانية.